# Châtenoy-le-Royal
Châtenoy-le-Royal is een gemeente in het Franse departement Saône-et-Loire (regio Bourgogne-Franche-Comté). De plaats maakt deel uit van het arrondissement Chalon-sur-Saône. Châtenoy-le-Royal telde op 1 januari 2022 6.205 inwoners.

## Geografie
De oppervlakte van Châtenoy-le-Royal bedroeg op 1 januari 2022 12,55 vierkante kilometer; de bevolkingsdichtheid was toen 494,4 inwoners per km².

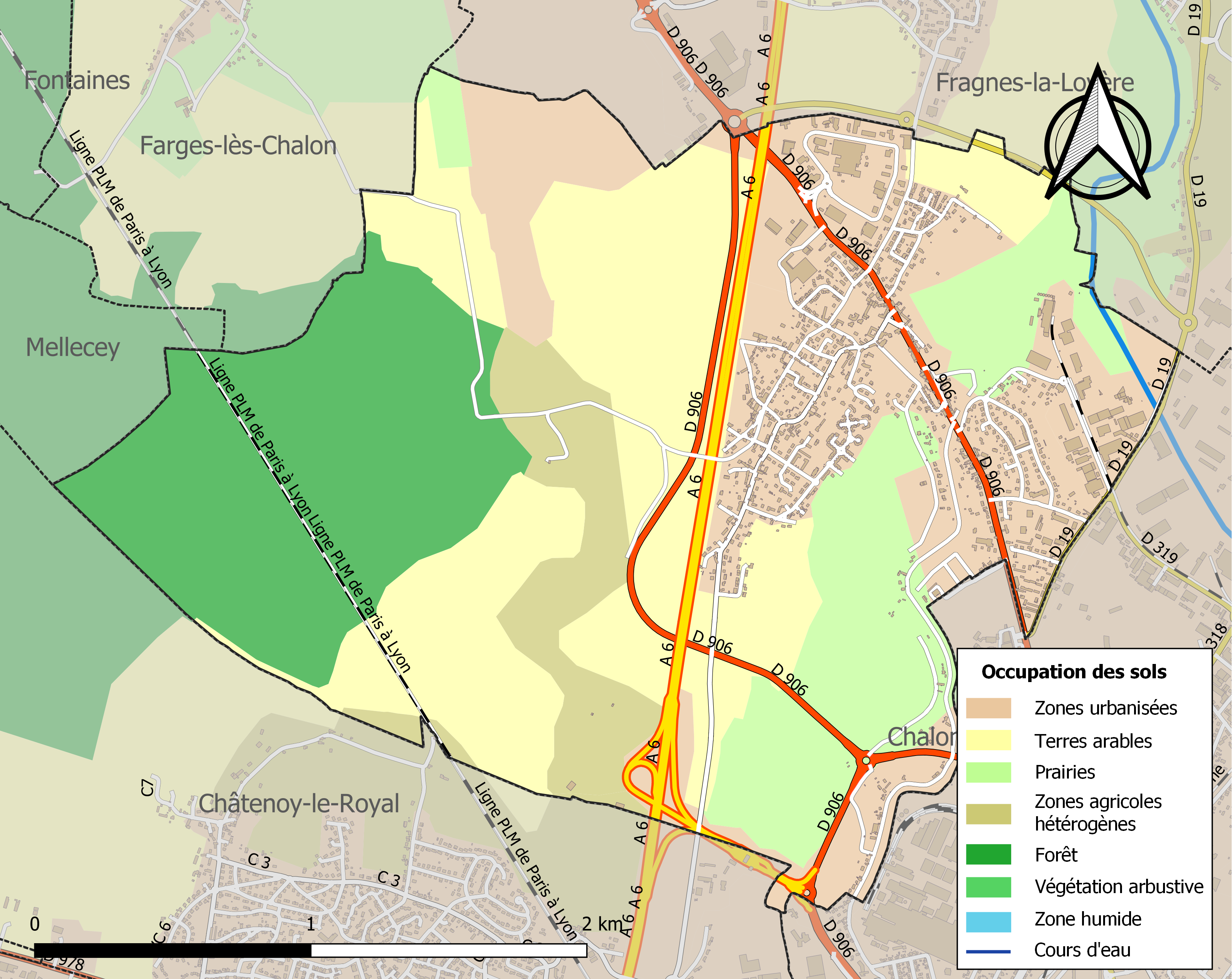
Kaart van de gemeente met de belangrijkste infrastructuur, bodemgebruik en omliggende gemeenten

## Demografie
Onderstaande figuur toont het verloop van het inwonertal (bron: INSEE-tellingen).